# 12159 Bettybiegel
12159 Bettybiegel eller 1142 T-2 är en asteroid i huvudbältet som upptäcktes den 29 september 1973 av den nederländsk-amerikanske astronomen Tom Gehrels och det nederländska astronomparet Ingrid van Houten-Groeneveld och Cornelis Johannes van Houten vid Palomarobservatoriet. Den är uppkallad efter Rebekka A. Biegel.
Asteroiden har en diameter på ungefär 3 kilometer och den tillhör asteroidgruppen Nysa.